# Кодеєшть
Кодеєшть, Кодеєшті (рум. Codăești) — село у повіті Васлуй в Румунії. Адміністративний центр комуни Кодеєшть.
Село розташоване на відстані 300 км на північний схід від Бухареста, 26 км на північ від Васлуя, 34 км на південний схід від Ясс.

## Населення
За даними перепису населення 2002 року у селі проживали 2290 осіб, з них 2287 осіб (99,9%) румунів. Рідною мовою 2288 осіб (99,9%) назвали румунську.